# ميخائيل روميو
ميخائيل روميو (بالإنجليزية: Michael Romeo)‏ هو عازف قيثارة أمريكي، ولد في 6 مارس 1968 في نيويورك في الولايات المتحدة.

## وصلات خارجية
- ميخائيل روميو على موقع ميوزك برينز (الإنجليزية)
- ميخائيل روميو على موقع أول ميوزيك (الإنجليزية)
- ميخائيل روميو على موقع ديسكوغز (الإنجليزية)